# Rabbit (Jeff Koons)
Pour les articles homonymes, voir Rabbit.
Rabbit (ou parfois Inflatable Rabbit) est une série de trois sculptures identiques en acier inoxydable réalisée par l'artiste américain Jeff Koons en 1986.
Avec sa surface réfléchissante, la sculpture se veut un miroir du monde, forme incluse. Pour la critique de l'époque, la sculpture reflète surtout les excès esthétiques des années 1980. Avec le temps, la sculpture est devenue un symbole de société artificielle et déshumanisée.
L'une des éditions de Rabbit est l'œuvre la plus chère vendue par un artiste vivant aux enchères, après sa vente pour 91,1 millions de dollars en mai 2019. Jeff Koons détenait déjà ce record depuis 2013 avec la vente de Balloon Dog (orange) pour 58,4 millions de dollars, mais avait perdu ce record en novembre 2018 avec la vente de Pool with Two Figures de David Hockney pour 90,3 millions de dollars,.